# Ohrîmivți, Zbaraj
Ohrîmivți (în ucraineană Охримівці) este o comună în raionul Zbaraj, regiunea Ternopil, Ucraina, formată numai din satul de reședință.

## Demografie
Componența lingvistică a comunei Ohrîmivți
     Ucraineană (99,58%)
     Alte limbi (0,42%)
Conform recensământului din 2001, majoritatea populației comunei Ohrîmivți era vorbitoare de ucraineană (99,58%), existând în minoritate și vorbitori de alte limbi.